# Манон (певица)
Мерет Манон Баннерман (англ. Meret Manon Bannerman; род. 26 июня 2002 года), известная так же как Манон — швейцарская певица, танцор и автор песен компаний HYBE и Geffen Records. Она является участницей женской группы KATSEYE.

## Ранняя жизнь
Мерет Манон Баннерман родилась 26 июня 2002 года в Цюрихе, Швейцария. Её отец — ганец по происхождению, а мать имеет швейцарско-итальянские корни. Манон может говорить на английском, немецком, швейцарско-немецком и базовом французском языках. В 5 лет она начала сочинять свои первые песни. До участия в реалити-шоу и дебюте в KATSEYE, Манон работала моделью и была достаточно популярным инфлюэнсером, благодаря чему и привлекла внимание представителей HYBE и Geffen Records. В 2020 году артистка так же появился в клипе на трек September Skies швейцарского певца Бенджамина Амару.

## Карьера
В ноябре 2021 года Hybe UMG и Geffen Records объявили о поиске участниц для женской группы в рамках совместного проекта Hybe x Geffen Records. Прослушивания, проведенные в Южной Корее, США, Японии и Великобритании в 2022 году, были направлены на создание группы, которая «превзойдет национальные, культурные и художественные границы».В интервью Korea JoongAng Daily основатель Hybe Бан Шихёк выразил намерение продвигать получившуюся группу на американском рынке.
Из более чем 120 000 заявок были отобраны двадцать претенденток для участия в реалити-шоу The Debut: Dream Academy, 20 августа 2023 года Манон была представлена публике. 18 ноября она вместе с Даниэлой, Ларой, Софией, Юнче и Меган вошла в финальный состав группы.
Попадание Манон в группу привело к тому, что ей пришлось столкнуться с массовым потоком травли в Интернете и обвинений в дебюте исключительно из-за своей внешности. Однако через несколько месяцев выход документального фильма Pop Star Academy: KATSEYE породил новую волну обсуждений о несправедливом обращении с артисткой со стороны других участниц шоу и сотрудников компании. Несмотря на столь переменчивое отношение со стороны публики, Манон продолжает успешную карьеру в составе KATSEYE и демонстрирует себя не только как артистку, но и восходящую модную икону, популяризируя, в том числе, и ганскую культуру.

## Фильмография

### Реалити — шоу
| Год  | Название                  | Примечание                                        |
| ---- | ------------------------- | ------------------------------------------------- |
| 2024 | Dream Academy             | Шоу на выживание, определившее участниц KATSEYE   |
| 2024 | Pop Star Academy: Katseye | Документальный фильм о подготовке группы к дебюту |

### Появление в клипах
- September Skies — Benjamin Amaru (2020)